# Ulf Ivarsson
Ulf Ivarsson (även kallad "Rockis"), född den 2 juli 1965 i Gävle, är en svensk musiker, musikproducent och kompositör. 
Ivarsson har bland annat spelat med inhemska artister som Thomas Di Leva, Olle Ljungström, Hedningarna, Clas Yngström (Sky High) och Joakim Thåström, men även med utländska artister som Andrea Schroeder och Sivert Høyem. Förutom bas spelar Ivarsson även trummor, gitarr och synthesizer. Med sitt eget projekt "Beatundercontrol" släppte han 2003 debutplattan The Introduction på det egna bolaget Vibesongs. 2018 blev Ivarsson tvåfaldigt grammisnominerad i kategorin Årets bästa rock.
Han bor i Stockholm med sin son.

## Biografi

### De tidiga åren
Vid tretton års ålder köpte Ulf Ivarsson sin första bas och började 1979 spela med bandet Pink Pyjamas. Inspiratörer var band som Sex Pistols, The Clash, Ultravox och Ebba Grön. Två år senare anslöt Ivarsson till gruppen The Quiet som spelade en kombination av kommersiell popmusik och reggae/ska/dub. Bandet turnerade mycket och perioden i The Quiet hade stor betydelse för Ivarssons musikaliska framtid. 
En kort period, under 1983, spelade Ivarsson i new wavebandet Grenzfall, som dock splittrades strax efter det att debutplattan Svarta Rosor getts ut. Ulf Ivarsson startade därefter bandet Vem von Helst. Vid den här tiden var några av de stora inspiratörerna The Gun Club och The Nomads. Debutalbumet Vem von helst gavs ut 1984. Ivarsson "upptäckte" också bluesmusiken, han spelade i Eivon Boogie Band, och har själv angett influenser som Elmore James, Freddie King och Jimi Hendrix .

### Musikalisk bredd och samarbeten
1989 blev Ivarsson tillfrågad av Thomas Di Leva att spela i dennes band. Han har spelat med Di Leva på flera av dennes turnéer och album, till exempel på skivan För Sverige i Rymden, utgiven av Warner Bros. 1999. Ivarsson avslutade samarbetet med Di Leva 2005. 1991-92 spelade Ivarsson konserter med gruppen Webstrarna, samt bas på två låtar på gruppens skiva Mellan måndag och tisdag (Sonet, 1992), den ena låten var Vänner för livet tillsammans med Olle Ljungstöm. 
Gitarristen Clas Yngström inbjöd Ivarsson att spela i sitt band Sky High, och under 1991 hade bandet spelningar runtom i Skandinavien för att de kommande åren också turnera runtom i Europa och även i Sydamerika och Indien. Ivarsson såg Clas Yngström som sin mentor, och i denna miljö lärde han sig att våga improvisera fritt. En av de plattor med High Sky där Ivarsson deltog var Fuzzface (Mega Records, 1994). Detta samarbete pågår fortfarande och 2009 bestod bandet av Clas Yngström (gitarr, sång), Ulf Ivarsson (elbas, sång) och James Bradley Jr (trummor, sång). Hösten 2008 firade bandet 30 aktiva år och albumet "Download" gavs ut i november.
I mitten på 90-talet kunde Ivarsson också hittas i världsmusikgruppen Hedningarna. Han spelade då förutom bas och slagverk även basmandora, ett instrument som konstruerades speciellt utifrån behovet i bandets musikaliska blandning av folkmusik med trance och techno. Albumet Hippjokk gavs ut 1996 (Silence Records) och följdes av en turné över Europa med bland annat spelningar i Ryssland, vilket inspirerade till bandets nästa album Karelia Visa (Silence Records, 1998).
I början av 2000-talet spelade Ivarsson med en mängd olika artister, Conny Bloom, Olle Ljungström, Dave Edmunds, Papa Dee, Nicolai Dunger och Thåström bland många andra.
I februari 2007 inledde Ivarsson ett samarbete med hårdrocksbandet Enter the Hunt och spelade på festivalen House of Metal i Umeå. Från juni 2007 var Ivarsson permanent basist i Enter the Hunt och deltog i bandets spelningar på Hultsfredsfestivalen 14 juni och Peace & Love 28 juni. Bandet planerade utgivningen av sitt andra fullängdsalbum under 2010.
I december 2009 tillkännagavs att Ivarsson även är basist i progressiv rock-bandet Paatos.

### Egna projekt
Ulf Ivarsson driver ett eget projekt, "Beatundercontrol", som 2003 släppte debutplattan The Introduction på egna bolaget Vibesongs. Beatundercontrol släppte sitt andra album "Cosmic Repackage" 21 april 2008 på det engelska bolaget Malicious Damage, som bland annat har släppt skivor med Killing Joke och The Orb. Ett dubalbum, "Beatundercontrol in Dub" beräknades till hösten 2009. Albumet innehåller mixar av bland andra Bill Laswell, Martin "Youth" Glover (Killing Joke, The Orb, The Fireman) och Mick Harris (Napalm Death, Scorn, Painkiller, Lull). 18 maj 2009 släpptes Bill Laswell-mixen "Secrets of Fascination" som digital singel på iTunes.
2007 startade Ivarsson även ett projekt kallat "Noise Hifi", ett dark ambient-, industrial- och drone-baserat projekt. Ivarsson planerade att släppa en platta med arbetsnamnet "Red Distortion" under 2009. Projektet innefattar även ett samarbete med filmaren Fredric Ceson.

### Filmmusik och musikproduktion
Ivarsson har även skrivit filmmusiken till dokumentärfilmen "Berny Blue" vilken handlar om författaren Berny Pålsson som 2004 gav ut den självbiografiska boken "Vingklippt ängel". Filmen hade premiär hösten 2008.
Ivarsson producerade även två band under 2008, "The Scrags" och "Topper", och är medproducent tillsammans med Thåström på dennes album Kärlek är för dom som gavs ut i mars 2009. Han har även producerat två låtar med The Sunshine på deras tredje album, "You And You And You", som släpptes 1 september 2010. Ivarsson har även producerat några spår på Thea Gilmores album Murphy's Heart (2010) tillsammans med Michael Blair. Denna duo producerade även den finska Sing and songwritern Hannu Lepistös album "Have a Beautiful life" som släpptes 2011.
Ivarsson producerade albumet "Beväpna dig med vingar" med Thåström som släpptes 2012. Han ingår även i Thåströms turnéband sedan 2006. Under 2013 har Ivarsson producerat den norske sångaren Sivert Höyem (tidigare i Madrugada), albumet beräknas att släppas våren 2014.

## Band (urval)
- Thomas Di Leva
- Olle Ljungström
- Hedningarna
- Sky High
- Joakim Thåström
- Enter the Hunt
- Nicolai Dunger
- Paatos

## Diskografi (urval)

### Med Di Leva
- Noll (1991)
- Naked number one (1993)
- Love is the heart (1995)
- Jag är du (1997)
- Älska (1999)
- Vad är frihet (2004)

### Med Sky High
- Fuzzface (1994)
- Bluester (1999)
- Download (2008)

### Med Hedningarna
- Hippjokk (1997)
- Karelia Visa (1999)

### Med Conny Bloom
- Psychonaut (1999)

### Med Thåström
- Skebokvarnsv. 209 (2005)
- Kärlek är för dom (2009)
- Be bop a lula hela jävla dan (2010)
- Beväpna dig med vingar (2012)
- Som jordgubbarna smakade... (2013)
- Den Morronen (2015)

### Med Ossler
- Ett Brus (2009)
- Stas (2013)

### Med Maia Hirasawa
- What I Saw (2013)

### Med Thea Gilmore
- Murphy's Heart (2011)

## Egna projekt

### Med Beatundercontrol
- The Introduction (2003)

1. "Blue Lights"
2. "Sacred"
3. "This is Beatundercontrol!"
4. "Direction Dub"
5. "Speechless"
6. "Saturn blues"

- Cosmic Repackage (2008)

1. "Intro"
2. "All The Way to Heaven"
3. "Cosmic Repackage"
4. "Numb"
5. "Interruption"
6. "Neighbourterror Blues"
7. "Departure"
8. "Subversion Dub"
9. "Finale"

- Beatundercontrol in Dub (2013)

1. "Neutron Dub"
2. "Electroshocker Dub"
3. "Gaffaman Dub"
4. "Resurrection Dub"
5. "Secrets of Fascination" (Mix Translation by Bill Laswell)
6. "Heavy Man" (Youth Remix)
7. "Resurrection Remix (Analouge Mindfield Remix)
8. "Bait Ban" (Scorn Remix)

## Med Noise HiFi
- Red Distortion (2010)
- Ships
- Darklands Dub
- Around the Lake